# Le roi malgré lui
Le roi malgré lui (título original en francés; en español, El rey a su pesar o El rey renuente) es una opéra-comique en tres actos con música de Emmanuel Chabrier y libreto original de Émile de Najac y Paul Burani. Se estrenó el 18 de mayo de 1887 en la Opéra-Comique (Salle Favart) en París. 
Es una ópera muy poco representada; en las estadísticas de Operabase aparece con sólo 2 representaciones en el período 2005-2010.

## Personajes
| Personaje                                                                    | Tesitura       | Reparto del estreno, 18 de mayo de 1887 (Director: Jules Danbé ) |
| ---------------------------------------------------------------------------- | -------------- | ---------------------------------------------------------------- |
| Henri de Valois, rey de Polonia                                              | barítono       | Max Bouvet                                                       |
| Comte de Nangis, un amigo de Henri                                           | tenor          | Louis Delaquerrière                                              |
| Minka, esclava de Laski                                                      | soprano        | Adèle Isaac                                                      |
| Alexina, duquesa de Fritelli y sobrina de Laski                              | soprano        | Cécile Mézeray                                                   |
| Laski, un noble polaco, propietario de Minka                                 | bajo           | Joseph Thiérry                                                   |
| Duc de Fritelli, un noble italiano, esposo de Alexina, chambelán del rey     | barítono       | Lucien Fugère                                                    |
| Basile, posadero                                                             | tenor          | Barnolt                                                          |
| Liancourt, un noble francés                                                  | tenor          | Victor Caisso                                                    |
| d'Elboeuf, un noble francés                                                  | tenor          | Michaud                                                          |
| Maugiron, un noble francés                                                   | barítono       | Collin                                                           |
| Comte de Caylus, un noble francés                                            | barítono       | Étienne Troy                                                     |
| Marquis de Villequier, un noble francés                                      | bajo           | Mathieu Émile Balanqué                                           |
| Un soldado                                                                   | bajo           | Cambot                                                           |
| Seis jóvenes sirvientas                                                      | soprano, mezzo | Mary, Auguez de Montaland, Balanqué, Esposito, Baria, Orea Nardi |
| Pajes, nobles franceses, nobles polacos, soldados, siervos y criados, pueblo |                |                                                                  |